# Enerhodar
Enerhodar (ukrainsk: Енергода́р, ukrainsk udtale: [enerɦoˈdɑr], tr. energiens gave; russisk: Энергодар) er en by hromada (kommune) i den nordvestlige del af Zaporizjzja oblast i Ukraine, i øjeblikket under kontrol af de russiske væbnede styrker. Den ligger på venstre bred af floden Dnepr, på den modsatte side af Kakhovskereservoiret. Byen havde i 2021 en befolkning på omkring 52.887 mennesker.
Byen blev grundlagt den 12. juni 1970 til opførelse og betjening af Zaporizjzja termiske kraftværk, der ejes af det ukrainske energiselskab DTEK. Zaporizjzja-atomkraftværket, der er det største atomkraftværk i Europa, blev derefter bygget der i 1980'erne. Byens største arbejdsgivere er de to kraftværker.